# Lopholejeunea eulopha
Lopholejeunea eulopha är en bladmossart som först beskrevs av Thomas Taylor, och fick sitt nu gällande namn av Victor Félix Schiffner. Lopholejeunea eulopha ingår i släktet Lopholejeunea och familjen Lejeuneaceae. Inga underarter finns listade i Catalogue of Life.